# Dialetto parmigiano
Il dialetto parmigiano (nome nativo dialètt pramzan) è un dialetto della lingua emiliana parlato nella città di Parma. Tale varietà non è però uniforme in tutto il territorio amministrativo che fa capo a Parma.

## Diffusione e varianti
Il dialetto parmigiano propriamente detto non si estende all'intera provincia di Parma, in quanto ci sono divergenze tra Parma e alcune particolari aree del territorio. Già nel 1853 Bernardino Biondelli in Saggio sui dialetti gallo italici distingueva infatti tra il dialetto parmigiano vero e proprio e un più ampio gruppo dialettale che da esso prende il nome: il gruppo Parmigiano costituito dal parmigiano, dal borgotarese, dal piacentino, dal bobbiese, dal pavese, dal bronese e dal tortonese.
In particolare, nel Parmense sono tre le aree che si distinguono in base alle caratteristiche dei propri dialetti:
- area di Fidenza e Salsomaggiore Terme, dove la parlata sempre con cadenza parmense si avvicina a tratti anche al dialetto piacentino orientale della Val d'Arda, con la caratteristica tipica della "r" moscia o "r" fidentina, ossia il rotacismo. Le vocali sono genericamente aperte, la "u" è sempre chiusa, in parmigiano di città le parole dottore è "al dotòr", il suonatore "al sonadòr", a Fidenza e Salso diventa "al dutúr", "al sonadúr".
- area della Bassa, approssimativamente da Torrile al fiume Po; di cui esistono alcune sottovarianti ad esempio nei comuni di Sorbolo Mezzani, Torrile e Colorno, il dialetto possiede alcune sfumature con la "u" chiusa ed alcune inflessioni vicine alla parlata casalasca, pur sempre restando simile al parmigiano di città viene comunque considerato "arioso", ossia di fuori. Nei comuni di Fontanellato, Soragna, Busseto, Sissa Trecasali la cadenza a tratti assomiglia a quella del dialetto fidentino, mantenendo sempere la "u"chiusa, ad esempio in parmigiano di città la parola sole "al sòl" , in questi comuni diventa "al sùl", anche la "o" è più stretta pronunciata "ö", nei comuni di San Secondo Parmense, Roccabianca e Polesine Zibello, la parlata a tratti si avvicina al cremonese con alcune inflessioni piacentine, le vocali sono molto più aperte e differenza fondamentale dagli altri comuni della bassa è il cambio di desinenza nei verbi in prima persona, ossia da "er" ad "ar", quindi se nei comuni ad esempio di Soragna o Busseto il verbo mangiare si pronuncia "magnèr" in questi comuni il verbo di diventa "mangià", caratteristica tipica dei dialetti cremonesi e piacentini.
- area appenninica, dove forme di transizione tra emiliano e ligure cedono il passo a dialetti liguri ancora in territorio amministrativamente parmense in particolare nell'area dell'appennino occidentale, ossia la comunità montana ovest composta dai comuni di Borgo Val di Taro, Bedonia, Tornolo e Compiano.

Le variazioni nel dialetto sono riscontrabili, oltre che in alcuni termini, soprattutto nella fonetica e nella morfologia. Il dialetto che non è proprio della città di Parma, è identificato dai suoi abitanti come "arioso" o "parmense". Al giorno d'oggi il dialetto cittadino si è profondamente mescolato con quello cosiddetto "arioso" del contado e solo pochi studiosi del dialetto conservano la parlata originaria.

### Il parmense occidentale
I dialetti della parte occidentale del Parmense presentano alcuni tratti fonetici che li distinguono dal resto della provincia e li avvicinano alle varietà piacentine. All'interno del continuum dialettale emiliano-romagnolo il fiume Taro rappresenta infatti un confine netto, ad est del quale generalmente si estinguono le vocali turbate ö (/ø/) ed ü (/y/) caratteristiche delle lingue lombarda e piemontese. Radicate per lo più nelle varianti comprese appunto fra Taro e Scrivia (provincia di Alessandria), includendo talvolta la Bassa parmense, possono avere diverse origini ad un confronto con il latino. In alcuni casi derivano entrambe da un'evoluzione della u lunga latina (ū) in sillaba chiusa: güst e söt si contrappongono a gust e sot oltre il Taro. In parole come föra e fög, la ö è il risultato di una trasformazione della o breve latina (ŏ) in sillaba aperta, che nel resto delle varietà emiliane estese da Parma in poi dà invece fora e fog. La u lunga latina in sillaba aperta dà esito in ü: büṡ e mür si oppongono alle forme buṡ e mur presenti in quasi tutta l'area linguistica emiliano-romagnola che va dal Taro a Senigallia (provincia di Ancona), fatta eccezione per parte della zona appenninica, la Bassa reggiana ed il Mantovano. La o lunga (ō) e la u breve latina (ŭ) in sillaba chiusa si riflettono in u sulla sponda occidentale del fiume e in o su quella orientale , per cui ancora a Fidenza si hanno musca e pus, ma mòsca e pos a Parma. Le stesse vocali in sillaba chiusa portano a fiur e ura contro fiór e óra a Parma.
Ancora, fino al Taro sopravvive la vocale ë, una e semimuta (ə) attestata anche in piemontese: frëd e pës diversamente dal parmigiano frèd e pès.
Altra peculiarità condivisa con il piacentino è l'articolazione uvulare della r (/ʀ/). Il fenomeno è stato osservato in Valle d'Aosta, in alcune vallate del Piemonte occidentale e in una piccola area compresa appunto tra il settore occidentale del Parmense e la provincia di Alessandria.
Sebbene nelle varietà del gruppo linguistico gallo-italico vi sia la tendenza all'apocope (troncamento) delle vocali finali diverse da a, nel territorio in oggetto, come nel Piacentino, sono presenti alcuni casi di desinenze in –u: diu, ṡiu, orbu.
Infine, ad ovest di Parma e del Taro si affievolisce notevolmente l'ancor presente fenomeno, tipicamente emiliano, della sincope delle vocali non accentate (specialmente e).

### Il parmense della Bassa
Parlato nella zona rivierasca parmense, intorno a Sissa, è strettamente legato sotto il profilo fonologico alle parlate casalasche, ancora di tipo emiliano, dell'opposta sponda cremonese. Ciò in virtù dei rapporti storicamente intercorsi con i comuni di Torricella del Pizzo, Gussola e Casalmaggiore. Come le varietà piacentine, quella fidentina e casalasca ha mantenuto le vocali turbate ö (/ø/) ed ü (/y/) proprie della lingua lombarda. Pur appartenendo al ramo occidentale della lingua emiliana, ha conosciuto evoluzioni fonetiche tipiche del ramo centrale (verosimilmente per influsso casalasco o del vicino reggiano). Si caratterizza per:
- presenza della vocale muta semimuta ë (ə) con la stessa distribuzione che ha nelle altre varietà emiliane occidentali (nel parmigiano questo suono è confluito in “è”): mettere – mëtar (cfr. piac. rustico mët e fid. mëtar - casl. mëtar - parm. mèttor), pesce – pës (cfr. piac. rustico pës, fid. pës - casl. pës - parm. pèss)
- presenza delle vocali ü ed ö
- decadimento della vocale “o” in “u” in posizione atona e in posizione tonica libera: possiamo – pudóm (cfr. casl.: pudóm, parm.: podèma), dottore – dutùr (cfr. parm. dotór)
- uso di “a” come vocale d'appoggio (invece di “e” o “o”): altro - ätar (parm. ätor - casl. ätar), vedono – i vàdan (cfr. parm. i vèddon - casl.: i vët), capisci? - capés-at? (cfr. parm. capìss-ot? - casl. capés-at?)
- la palatalizzazione di a tonica in sillaba libera latina pronunciata come e quasi aperta (/æ/): madre - mädra (cfr. parm. mädra - casl.: mädar)

In comune con il solo casalasco ha:
- l'apertura delle vocali estreme "i - u - ü brevi" (derivanti da vocali in sillaba tonica implicata) in "é - ó - ö": cosicché ad es. i piacentini vita - mis - rus - tüt - lü diventano veta - mes - ros - töt - lö (cfr. parm. “vitta, miss, ròss, tutt, lù”); tale fenomeno totalmente assente nelle lingue emiliane occidentali è invece caratteristico del gruppo centrale e della varietà confinanti del mantovano in entrambe le varianti basso-mantovana e centrale (ad eccezione della città di Mantova); da qui si è probabilmente diffuso a tutto l'ambito dialettale casalasco-viadanese
- uso di mé, té, lé, ché (io/me, tu/te, lì, qui) (cfr. parm.: "mì, tì, lì, chì")
- uso di forme casalasche come “angot”: non capisce niente - al capésa angot (cfr. parm.: "al capìssa gninta" - casl.: "al capés angot")
- uso dei suffissi -én [ˈeŋ], éna [ˈena], -on [ˈoŋ], -ona [ˈona] rispetto ai parmigiani –én [ˈeŋ], -én'na [ˈeŋna], -on [ˈoŋ], -on'na [ˈoŋna]

I punti in comune con il parmigiano urbano sono soprattutto di carattere morfologico e lessicale; l'arco intonativo, soprattutto interrogativo, è tipicamente parmigiano sebbene manchi della caratteristica pronuncia “strascicata”.

### L' Appennino
Da un punto di vista linguistico la zona montuosa del Parmense non è omogenea rispetto a Parma e alle fasce di collina e pianura della provincia. Dialetti di transizione sono infatti presenti nell'Appennino, il cui crinale non sempre funge da confine tra il continuum dialettale emiliano e il ligure. Ciò si manifesta soprattutto ad ovest del fiume Taro, con particolare evidenza nei dintorni di Bedonia, già compresa nell'area linguistica ligure, mentre Borgotaro fu territorio ligure tra i secoli XIII e XVI e ligure resta per quanto riguarda gli aspetti linguistici.
Diverse peculiarità fanno propendere per l'appartenenza all'area linguistica ligure dell'alta Val di Taro e dei territori limitrofi. Esse possono essere di tipo
- fonetico e morfologico, quali 
  - il mantenimento delle vocali finali diversamente dal resto dell'emiliano-romagnolo
  - la forma proclitica del pronome personale nelle frasi interrogative (cós te vö in opposizione al parmigiano có vót)

ma anche
- lessico-semantiche[12].

## Esempi di dialetto parmigiano

### La parabula del fiö trasun
Un òm gh'avì du fiö.

E 'l pù zóven 'd lur el dzìss a sò päder: “Päpà, däm la pärta che 'm vèn!”. E 'l päder al ghe spärtì la roba 'd lur.

Poch gióren dòp, el pù zóven al fè fagòt e 'l 's tòs su e l'andì int un paèis luntän, dova el cunsumì tut col che 'l gh'äva in bagordi.

E dop 'ch l'avì dä fèin a tut, a vens una gran carestia in col paèis, e lù el cminzì a trovärs in bsogn.

E 'l 's n'andì e 'l 's miss a servir u zitadein 'd col sit, ch'al la mandì int 'na sò possiùn a fär pasclär i gozèin.

E l'arè 'vù vöja 'd limpirs la pänza dil giändi 'ch magnäva i animäi: e nissón gh'in däva.

Tornä in se stess, el dziss: "Quant servitur in cä 'd mè päder 's buten adree al pän e mì a son chì ch'a mör 'd fam!

A m'älvarò su e andarò da mè päder e a 'gh dirò: "Päpà, a i hò fat pcä contra 'l zel e contra 'd vu;

A 'n son pu degn d'esser ciamä voster fiöl. tolìm per vón di voster servitur".

E tolends su al vens da sò päder. Mentr l'era 'ncora lontän, sò päder el l'ha vist, e al 's moss a compassion, e corendgh incontra el 's gh' butì con i brazz al col, e 'l la basì.

El fiöl el ghe diss: "Päpà, a i hò ofeis al zel, e a v'hò ofeis vu. A 'n son pu degn d'esser ciamä voster fiöl"

Alura 'l päder al dziss ai sò servitur: "Portä chì subit el pu bel vistii, e vistìl, e mtìgh l'anel in did e i scärp ai pee!"

E condusì chì al vitel pu grass, e amazzäl, e magnäma 'legrament.

Perché 'st mè fiöl era mort e l'è arsussitä; l'era pers, e 'l s'è trovä". E i 's missen a magnär alegrament.

A gh'era 'mò al sò fiöl pu grand, int i cämp e int el tornär, quänd el fu vsen a cà, al sintì a sonär e a cantär.

E 'l ciamì vón di servitur e 'l ghe dimandì coss'era chil cosi.

El servitur al 'gh rispondì: "Voster fradel l'è tornä a cä, e voster päder l'ha fat mazzär al vitel ingrassä, perché l'è tornä san e sälv".

Alura a 'gh vens la stizza e 'l ne vreva pu inträr in cä; donca sò päder, 'gnend fora lu, al la cminzì a pergär.

Ma lu, per risposta, al gh' dziss a sò päder: "Guardä: l'è tant ägn ch'a 'v serv, senza mäi dsobdirv, e vu a 'n m'hii mäi donä un cravet da goder con i mè amigh;

E dop che 'st äter voster fiöl, ch'a consumä tut al sò con dil doni 'd mond, l'è tornä a cä, a j'avii mazzä per lu al vitel ingrassä!"

Ma lu al gh' rispos: "Fiöl mè, ti t'è semper stä megh, e tut col ch'i hò l'è tò;

Ma bisognäva magnär alegrament, perché 'st tò fradel era mort e l'è arsussitä, l'era pers e 'l s'è trovä".

()

### Una nuvela del Bucasc

#### Dialetto di Busseto
Digh donca ch'int i prim teimp del re 'd Cipri, dop al conquist fat dla Tera Santa 'd Gotifrè 'd Büglion, acadì che 'na bela dona 'd Guascogna, in pelegrinagg l'è andada al Sepolcher e, tornand, in Cipri arivada, da qualch omen sceleraa vilanameint la fü oltragiada. E 'd cost lê, senza 'na consolazion doleindes, la pensì d'andarsen a ricorer al re; ma 'gh fü dit da qual d'on che la fadiga là la perdrev, per cost che l'era 'd vita sì rimössa e ad sì poch bein che, non sol al ne vendicava miga con giüstizia i afront fat ai ater, anzi a bota, con 'na vitüperevola viltà, al n'in perdonava fat a lü; tant che chi gh'avan dl'odi con qual d'on, i se sfogavan fandegh a lü onta e vergogna. 'Sta coss senteind la dona, desprada dla vendöta, per consolars dla sò rabia, la 's propos 'd borir la miseria dal re. E la s'andì pianzend da lü e l'ha dit: "Siur mì, mì a 'n veign a la tov preseinza par la vendöta ch'am s' dev dl'ofes ch'm'è stâ fat; at preigh che tì at m'insign, in sodisfaciment, cmè at soport gl'insült che sô ch'i t'ein fat, perché, imparand da tì, mì possa pazieintemeint la mì soportà; la qual, Dio al sa, se mì far la podiss, vlonter at la donarev, post che acsì bon portador at n'in sê".

Al re, fina alor staa tard e cola pegor adoss, quas al se desdiss dal son, l'ha cominciâ da l'insült fat a 'sta dona, vendicada agrameint, a dvintà rigidissom persecütor d'ognon che contr l'onor dla sò corona qualcos cometeva da col giorn inanz.

#### Dialetto di Lugagnano (Monchio delle Corti)
Ä digh donca, che int i temp der prim re 'd Cipri, dop er conquist fat dla Tera Santa da Gottofrè di Buglione, ä sucess che 'na gentil dona ed Guascogna l'andé 'n pelegrinagg al Sepolcr e, 'nt l'artornar de 'd là, arivâ en Cipri, da di scelerat d'omi la fu vilanament oltragiâ; e, dolendes ed cla cosa lì sensa ensuna consolasion, la pensé d'andar a reclamar dau re. Ma ägh fu dit da quarch d'un ch'l'aré butâ er fiad ar vent, perché lù l'era un om ritentiv e bon da gnent, e che 'nvece 'd vendicà con giustisia li ofes fat ai ätr, l'en soportava con gran viltà un'enfinità ch'i 'gh favon a lù. Tant che tut coi ch'aven quarcò con lù, i 's vendicavan a fàgh di despet o del vergogn. La dona, sentend csì, desprada d'aver vendeta, pr'una sodisfasion dla só malcontentessa la 's mis en testa ed vrer zizzoiar la miseria ed cal re. E l'andé da lù piangend, e la 'gh diss: "Er mè sior, mé 'n vegn a la tó presensia pr'atend vendeta dl'angiuria ch'm'è stâ fat, ma en sodisfasion ed cola, ät pregh che 't m'ansegn cmé 't fê a sofri coli che sent ch'i 't fan. Perché, emparand da té, 'm possa tor en pasa la mia; j'o sa Iddio, se podessa fà, vlontera ät darê 'n so gnan mé cosa, ma ä so che 't sî tant un bon portador".

O re, che fin alora l'era stâ 'nfingard, cmé s'o 's fussa sdormî su 'nt l'at, cmensand da l'angiuria fat a 'sta dona, ch'o la vendiché asprament, o dventé persecutor rigidissim ed tut coi ch'i essen comiss quarcò contr'a l'onor dla sò corona.

#### Dialetto di Parma
A digh donca che int i temp del prim re 'd Cipro, dop l'aquist dla Tera Sänta fat da Gotifrè 'd Buglion, a sucess che 'na gentildona 'd Guascogna l'andì in pelegrinagg al Sepolcher e, tornänd indrê, la fu insultäda malament da di omi scelerä. E lê, lamentändsen senza nsuna consolazion, la pensì d'andär a ricorer al re; ma 'gh fu dit ch'la gh'armetrè la fadiga, perché lù l'era 'd vita csì grama e csì poch ad bon, che putost che vendicärs ad i äter insult con giustizia, anzi 'l n'in sostgniva un'infinitä fat a lù con 'na viltä vergognösa, tänt che chiunque gh'aviss un qualch dispiaseir al la sfogäva fändegh un quälch insult o vergogna. Quand la sintì csì 'sta dona, despräda 'd vendicäres, pr'una quälca consolazion dal sò disgut, la 's miss in meinta 'd vrer svergognär la miseria 'd col re lì. E andänd pianzend davänti a lù, la 'gh dsiss: "Cära 'l mè sior, mì an vegn miga in preseinza sova per la vendeta che mì poss asptär dl'insult che m'è stä fat; ma per sodisfärla, 'l preigh ch'al m'insigna cmè 'l fa a sofrir coli ch'a j'ho sintî a dir ch'i 'gh fan, perché mì, imparänd da lù, a possa soportär la meia pazientement; e 'l Sgnör al sa che se mì 'l podiss fär, agh la donarè vlontera, perché lù l'è bon soportatör".

Al re, che fin alora l'era stä pigher e longh, cmè s'al s'fuss dessdä da dormir, cminzand da l'insult fat a 'sta dona, ch'al vindichì bein, al 'gnì fò un persecutör teribil ad tuti coli che, contra l'onor dla sò corona, da chì inanz i avissen comiss qualcosa.

ibidem, pag. 344

#### Dialetto di Zibello
Donca a digh che ind i temp dal prim re 'd Cipar, dop al conquist fat dla Tera Santa da Gofred ad Buglion, è gnü che 'na gentildona 'd Guascogna in pelegrinagg l'è andada al Sepolcar; intant che la tornava dadlà cmè la fu arivada in Cipar, da sert oman birbant l'è stada vilanament minciunada. E par cost, sensa ansöna consolazion, l'ha pensâ d'andär a lamentäras dal re. Ma da sert ätar a gh'è stä det ch'a 's perdré la fadiga, parchè l'era un pô mincion, che miga solament coli di ätar ingiüri a glia vindicass, ansi al sostneva con gran viltà coli ch'i 'gh fävan a lü; e intant che qual d'on a gh'äva quälch dispiaser, lü al sa sfogava cm'al färagh quälca balossada, opür cm'al svergognäral. La dona, sentend stel cosi, desprada 'd la vendeta, par consoläras dla sò noia la s'è missa in menta 'd minciunär col re; l'è andada pianzend dednäns a lü e l'ha det: "Cära 'l mè sior, mé an vegn miga dednäns a té par essar sudisfäta 'd l'ingiüria ch'i m'han fat, ma par färam pagär cola, at pregh ch'at m'insegn cm'at fê a sofrir coli che mé a sô ch'i 't fan, parchè, imparänd da té, mé a possa con paziensa soportär la mea; che Dio al sa che, se mé a podess, vlontera a t'admandariss, parchè at ja sê soportär acsì ben".

Al re, ch'l'era stä fen alora pigar, cmé sa 'l sa svegliäss da la son, cminsänd da l'ingiüria fäta a 'sta dona, ch'l'ha vindicâ assê, l'è dvintâ rigorosissim par tüt coi che cometessar quälca cosa contra l'onor del sò regn dop cla cosa lì.

ibidem, pag. 345-346

### Proverbi e modi di dire
- A 't sì ca 'l gran d'istà.
- Càmbia molinär, càmbia lädor.
- Càlsolär tira al späg, ciapa la ponga e fala balär.
- L'ùltim a morìr 'd neclensa l'è stà 'l molinär.
- Se in paradìs a 'gh va 'l molinär, a 'gh va anca 'l molén.
- A 'l farè andär un molén a vènt.
- A t'è scupèrt l'aqua calda.
- Chi va per liddga a 'l s'imbrodga il scarpi.
- Tirär l'aqua al sò molén.
- Zo c'me l'petroli (essere "giù come il petrolio": per cosa di bassa qualità, per persona volgare, ignorante, poco elevata)

### Frasi e terminologia
- At ghé na tésta cla n' magna gnanca al gozén (in italiano "hai una testa che non la mangia nemmeno il maiale", dal momento che è risaputo, che il maiale mangia di tutto, con questa frase si vuole identificare una persona con un'intelligenza ed una perspicacia che non vale niente e che "nemmeno il maiale la mangerebbe")
- Tésta quädra: epiteto, di tipo campanilista, per identificare i cittadini di Reggio Emilia e i reggiani in generale, con i quali i parmigiani nel corso della storia hanno avuto dei fortissimi contrasti nei tipici rapporti campanilistici tra città vicine, sia nel vivere comune come nel calcio. I reggiani per tutta risposta apostrofano i parmigiani come "bagolón" (letteralmente contaballe o inteso come spaccone e gradasso).
- Sior cioldòn (in italiano "signor pianta-chiodi", detto di una persona che "pianta dei chiodi" o più propriamente delle "grane"): utilizzato molto spesso per indicare una persona poco incline a saldare un debito (ad esempio l'affitto o il conto presso un negoziante) e svignarsela per non farsi più vedere, lasciando appunto dei "chiodi" o "grane" in giro.
- Soghètt o pàizanètt (in italiano campagnolo o paesano): sono termini utilizzati esclusivamente dai parmigiani di città, per identificare coloro che sono nati e residenti in campagna, in contrasto con il vivere "cittadino" considerato più evoluto. Più propriamente i soghèt spesso definiti anche "ariòs" sono quelli che provengono dall'area agreste a sud di Parma (particolarmente la zona di Panocchia, Vigatto e San Pancrazio Parmense). I pàizanét (in italiano paesano), sono sempre campagnoli, ma provengono dalla provincia, in particolar modo dalla bassa ovest (Polesine Parmense, Roccabianca e Zibello), dal momento che sono comuni agricoli posti a 35/40 km dal capoluogo provinciale.